# Persone di cognome Ferrero
| Questa pagina contiene informazioni ricavate automaticamente dalle voci biografiche con l'ausilio del template Bio e di un bot. L'aggiornamento è periodico e automatico e ricostruisce completamente la pagina. Se manca una persona in questa lista, sei pregato di non aggiungerla, ma accertati piuttosto che la sua voce biografica contenga il template Bio e che i dati anagrafici siano correttamente compilati. Se il template Bio manca, inseriscilo tu stesso o, in alternativa, metti l'avviso {{tmp\|Bio}} che ne segnala la mancanza. Se i dati riportati sono sbagliati, correggi direttamente la voce biografica; le modifiche saranno visibili in questa lista entro pochi giorni. Per chiarimenti vedi il progetto antroponimi. La lista contiene solo le 64 persone che sono citate nell'enciclopedia e per le quali è stato implementato correttamente il template Bio. Pagina aggiornata al 7 giu 2025. |

Questa è una lista di persone presenti nell'enciclopedia che hanno il cognome Ferrero, suddivise per attività principale.

## Allenatori di calcio(2)
- Alexis Ferrero, allenatore di calcio e ex calciatore argentino (Calchaquí, n. 1979)
- Luigi Ferrero, allenatore di calcio e calciatore italiano (Torino, n. 1904 - Torino, † 1984)

## Arcivescovi cattolici(1)
- Giovanni Battista Ferrero, arcivescovo cattolico italiano (Pinerolo - Torino, † 1627)

## Astronomi(1)
- Mario A. Ferrero, astronomo italiano (n. 1904 - † 1965)

## Attori(1)
- Martin Ferrero, attore statunitense (Brockport, n. 1947)

## Calciatori(11)
- Bruno Ferrero, calciatore francese (Tressange, n. 1933 - † 2023)
- Francesco Ferrero, calciatore e allenatore di calcio italiano (Ozzano Monferrato, n. 1912 - Bordighera, † 1994)
- Francis Ferrero, ex calciatore argentino (San Luis, n. 1972)
- Giovanni Ferrero, calciatore italiano
- Giuseppe Ferrero, ex calciatore italiano (Torino, n. 1942)
- Josef Ferrero, calciatore italiano (n. 1897)
- José María Ferrero, ex calciatore argentino (Buenos Aires, n. 1937)
- Luigi Ferrero, calciatore italiano (Vinovo, n. 1941 - Torino, † 1990)
- Mario Ferrero, calciatore italiano (Torino, n. 1909)
- Mario Ferrero, calciatore italiano (Torino, n. 1903 - Torino, † 1964)
- Ricardo Ferrero, calciatore argentino (Córdoba, n. 1955 - † 2015)

## Cardinali(6)
- Antonio Ferrero, cardinale e vescovo cattolico italiano (Savona, n. 1469 - Roma, † 1508)
- Bonifacio Ferrero, cardinale e vescovo cattolico italiano (Biella, n. 1476 - Roma, † 1543)
- Filiberto Ferrero, cardinale, vescovo cattolico e diplomatico italiano (Biella, n. 1500 - Roma, † 1549)
- Giovanni Stefano Ferrero, cardinale e vescovo cattolico italiano (Biella, n. 1474 - Roma, † 1510)
- Guido Luca Ferrero, cardinale italiano (Torino, n. 1537 - Roma, † 1585)
- Pier Francesco Ferrero, cardinale e vescovo cattolico italiano (Biella, n. 1510 - Roma, † 1566)

## Cestisti(3)
- Diego Ferrero, ex cestista argentino (Rosario, n. 1983)
- Francesco Ferrero, cestista e allenatore di pallacanestro italiano (Torino, n. 1909 - † 1997)
- Giancarlo Ferrero, cestista italiano (Bra, n. 1988)

## Compositori(2)
- MinusAndPlus, compositore, produttore discografico e musicista italiano (Cuneo, n. 1980)
- Lorenzo Ferrero, compositore e librettista italiano (Torino, n. 1951)

## Critici cinematografici(1)
- Adelio Ferrero, critico cinematografico e storico del cinema italiano (Alessandria, n. 1935 - Bologna, † 1977)

## Critici letterari(1)
- Ernesto Ferrero, critico letterario, curatore editoriale e scrittore italiano (Torino, n. 1938 - Torino, † 2023)

## Cuochi(1)
- Pietro Ferrero, pasticciere e imprenditore italiano (Farigliano, n. 1898 - Alba, † 1949)

## Diplomatici(1)
- Andrea Ferrero, diplomatico italiano (Bianzè, n. 1903 - Roma, † 1996)

## Direttori d'orchestra(1)
- Willy Ferrero, direttore d'orchestra italiano (Portland, n. 1906 - Roma, † 1954)

## Dirigenti sportivi(1)
- Gianluca Ferrero, dirigente sportivo italiano (Torino, n. 1963)

## Generali(4)
- Alberto Ferrero, generale italiano (Bricherasio, n. 1885 - Torino, † 1969)
- Edward Ferrero, generale e coreografo statunitense (Malaga, n. 1831 - New York, † 1899)
- Giacinto Ferrero, generale italiano (Torino, n. 1862 - Torino, † 1922)
- Ugo Ferrero, generale italiano (Chieti, n. 1892 - Schelkowhammer, † 1945)

## Giornaliste(1)
- Felicita Ferrero, giornalista e antifascista italiana (Torino, n. 1899 - Torino, † 1984)

## Giornalisti(1)
- Nino Ferrero, giornalista italiano (n. 1926 - Torino, † 2006)

## Imprenditori(4)
- Giovanni Ferrero, imprenditore italiano (Farigliano, n. 1905 - Alba, † 1957)
- Giovanni Ferrero, imprenditore italiano (Torino, n. 1964)
- Michele Ferrero, imprenditore italiano (Dogliani, n. 1925 - Monte Carlo, † 2015)
- Pietro Ferrero, imprenditore italiano (Torino, n. 1963 - Camps Bay, † 2011)

## Matematici(1)
- Annibale Ferrero, matematico italiano (Torino, n. 1839 - Roma, † 1902)

## Militari(1)
- Francesco Ferrero, militare italiano (Mombarcaro, n. 1917 - Nowo Postojalowka, † 1943)

## Nobili(2)
- Carlo Vincenzo Ferrero d'Ormea, nobile e politico italiano (Mondovì, n. 1680 - Torino, † 1745)
- Sebastiano Ferrero, nobile italiano (Biella, n. 1438 - Gaglianico, † 1519)

## Politiche(1)
- Roberta Ferrero, politica italiana (Torino, n. 1971)

## Politici(4)
- Bruno Ferrero, politico italiano (Belluno, n. 1943 - Belluno, † 2006)
- Edmondo Ferrero, politico italiano (Asti, n. 1924 - Genova, † 2013)
- Emilio Ferrero, politico e generale italiano (Cuneo, n. 1819 - Firenze, † 1887)
- Paolo Ferrero, politico italiano (Pomaretto, n. 1960)

## Predicatori(1)
- Giovanni Ferrero, predicatore italiano (Torino, n. 1817 - Australia, † 1903)

## Presbiteri(1)
- Bruno Ferrero, presbitero e scrittore italiano (Villarbasse, n. 1946)

## Produttori cinematografici(1)
- Massimo Ferrero, produttore cinematografico e imprenditore italiano (Roma, n. 1951)

## Registi(1)
- Mario Ferrero, regista italiano (Firenze, n. 1922 - Vicchio, † 2012)

## Scrittori(5)
- Alfonso Ferrero, scrittore italiano (Torino, n. 1873 - Torino, † 1933)
- Carlo Bernardino Ferrero, scrittore italiano (Torino, n. 1866 - Torino, † 1924)
- Jesús Ferrero, scrittore e giornalista spagnolo (Zamora, n. 1952)
- Leo Ferrero, scrittore e drammaturgo italiano (Torino, n. 1903 - Santa Fe, † 1933)
- Sergio Ferrero, scrittore italiano (Torino, n. 1926 - Lezzeno, † 2008)

## Sindacalisti(1)
- Pietro Ferrero, sindacalista e anarchico italiano (Grugliasco, n. 1892 - Torino, † 1922)

## Sociologi(1)
- Guglielmo Ferrero, sociologo, storico e scrittore italiano (Portici, n. 1871 - Mont-Pèlerin, † 1942)

## Vescovi cattolici(1)
- Bartolomeo Ferrero, vescovo cattolico italiano (Mondovì, n. 1550 - Aosta, † 1607)